# Wild (canción de Jessie J)
«Wild» —en español: «Salvaje»— es una canción de la cantante y compositora británica Jessie J, perteneciente a su segundo álbum de estudio Alive, de 2013. Cuenta con la colaboración de los raperos Big Sean y Dizzee Rascal. Los tres intérpretes la compusieron con ayuda de Claude Kelly y Ammo, además que este último también la produjo. Lava Records la lanzó como sencillo el 26 de mayo de 2013 en el Reino Unido, y al día siguiente en todo el mundo. Una versión alterna sin la voz de Dizzee Rascal estuvo disponible para los Estados Unidos.
Si bien obtuvo buenos comentarios por parte de los críticos , quienes alabaron su estilo hip hop, la canción fracasó en la gran mayoría de las listas. Aunque, en el Reino Unido logró la quinta posición, mientras que en Australia la sexta, además de obtener un disco de platino. Jessie la promocionó con un videoclip dirigido por Emil Nava y también con un par de presentaciones en vivo.

## Antecedentes
Desde comienzos de 2013, la intérprete comenzó a dar detalles sobre su nuevo álbum. Entre esos, el hecho de que el productor Claude Kelly había ayudado en la mayor parte de las canciones. El 17 de mayo de 2013, tras haberse presentado en la final de American Idol, la cantante anunció en su cuenta de Twitter que el primer sencillo de su próximo álbum se llamaría «Wild» y contaría con la colaboración de los raperos Big Sean y Dizzee Rascal. A pesar de no dar detalles sobre su lanzamiento, publicó un vídeo en su cuenta de YouTube donde aparece junto a Claude Kelly en un estudio de grabación cantando un fragmento de la canción.
Los días posteriores, anunció además que su videoclip ya había sido grabado. Después, el 20 del mismo mes, realizó un Google+ Hangouts junto a algunos de sus seguidores, donde cantó parte del estribillo de «Wild» acompañada de una guitarra. Dos días más tarde, publicó un vídeo en su cuenta de YouTube interpretando la canción de manera acústica, donde cantó un fragmento más largo al del primer adelanto. Las primeras horas del 25 de mayo, la cantante expresó vía Twitter que «Wild» estaría disponible en el iTunes del Reino Unido a media noche, y en el resto del mundo a partir del 27.

## Recepción

### Comentarios de la crítica
En general, «Wild» contó con una recepción media por parte de los críticos. Robert Copsey de Digital Spy otorgó tres estrellas de cinco a la canción y no destacó nada salvo por el estribillo, el que describió como «invade mentes». Por su parte, Rick Florino de Artist Direct le dio cinco estrellas de cinco y dijo que la cantante «se llena de coraje» y añade «ganchos pegadizos y sexies». También comentó que Big Sean y Dizzee Rascal ponen «sus propios sabores». Natasha Shankar del sitio She Knows Entertainmet publicó en una nota que:

«El sencillo es la primera experiencia que tenemos de su segundo álbum, y es extraordinario. Escuchará exactamente de lo que estoy hablando cuando presione [el botón de] reproducir. Su forma de cantar es abrasadora, que es algo que podemos esperar de esta diva [...] Claro, ella siempre tuvo una voz intensa y un ambiente vanguardista, pero siempre fue bastante rápida en perderla [...] Al ver y oír esta canción, comencé a compararla con Rita Ora, y entendí que ella reinventa su estilo y su sonido de manera que eso satisfaga las masas».

### Recibimiento comercial
«Wild» contó con una recepción comercial negativa mundialmente. En Austria, Eslovaquia, España, Francia, los Países Bajos y Suiza, no ingresó ni a los cuarenta primeros. Aunque, en Australia alcanzó la sexta posición, además que recibió un disco de platino por haber vendido 70 000 copias. En el Reino Unido e Irlanda, logró los puestos cinco y nueve en sus respectivas listas. En Nueva Zelanda se posicionó en el lugar veintinueve. En Alemania alcanzó la duodécima posición, mientras que en Dinamarca la decimosexta.

## Vídeo musical
La dirección para el vídeo musical de «Wild» quedó a cargo de Emil Nava, quien ha dirigido la mayoría de los videoclips de Jessie, así como también ha trabajado con cantantes como Rita Ora. Previo al lanzamiento del sencillo en iTunes, ya había un adelanto disponible en el canal de VEVO de la cantante en YouTube. Sin embargo, el videoclip se filtró poco antes de la publicación de la canción. No fue hasta el 28 de mayo que pudo verse de manera oficial. Su trama consiste simplemente en los tres intérpretes cantando en un set de grabación solitario. Además que está completamente a blanco y negro.

## Formato
- Descarga digital

| «Wild» — Sencillo |                                       |          |  |
| N.º               | Título                                | Duración |  |
| 1.                | «Wild» (con Big Sean y Dizzee Rascal) | 3:54     |  |

| «Wild» — Sencillo |                       |          |  |
| N.º               | Título                | Duración |  |
| 1.                | «Wild» (con Big Sean) | 3:43     |  |

| «The Wild EP (Remixes)» |                                          |          |  |
| N.º                     | Título                                   | Duración |  |
| 1.                      | «Wild» (No Rap Edit)                     | 3:28     |  |
| 2.                      | «Wild» (Instrumental)                    | 3:28     |  |
| 3.                      | «Wild» (Show & Prove Remix)              | 4:10     |  |
| 4.                      | «Wild» (Show & Proce Remix Instrumental) | 4:09     |  |

## Posicionamiento en listas

### Semanales
| Alemania       | German Singles Chart             | 12  |
| Australia      | Australian Singles Chart         | 6   |
| Austria        | Austrian Singles Chart           | 34  |
| Dinamarca      | Danish Singles Chart             | 16  |
| Escocia        | Scottish Singles Chart           | 5   |
| Eslovaquia     | Radio Top 100 Chart              | 66  |
| España         | Spanish Singles Chart            | 40  |
| Estados Unidos | Billboard Bubbling Under Hot 100 | 4   |
| Francia        | French Singles Chart             | 160 |
| Irlanda        | Irish Singles Chart              | 9   |
| Nueva Zelanda  | New Zealand Singles Chart        | 24  |
| Países Bajos   | Single Top 100                   | 63  |
| Reino Unido    | UK Singles Chart                 | 5   |
| Suiza          | Swiss Singles Chart              | 46  |

### Anuales
| Australia   | Australian Singles Chart | 71 |
| Reino Unido | UK Singles Chart         | 38 |

### Certificaciones
| País        | Organismo certificador | Certificación   | Unidades certificadas | Ref.   |
| ----------- | ---------------------- | --------------- | --------------------- | ------ |
| Australia   | ARIA                   | 2× Platino      | 140 000               | [ 8 ]  |
| Dinamarca   | IFPI — Dinamarca       | Oro (Streaming) | 10 000                | [ 37 ] |
| Reino Unido | BPI                    | Oro             | 400 000               | [ 38 ] |